# 안현모
안현모(安賢模, 1983년 3월 28일~)은 대한민국 전 기자이다. 현재는 통역사로 활동 중이다.

## 학력
- 대원외국어고등학교
- 서울대학교 언어학과 학사
- 한국외국어대학교 통번역대학원 국제회의통역학과 문학석사

## 경력
- 2009년 12월 ~ 2012년 7월 : SBS CNBC 기자 겸 앵커
- 2012년 7월 ~ 2016년 12월 : SBS 기자
- 2017년 1월 ~ : 통번역가
- 2020년 4월 ~ : 바보의나눔 홍보대사
- 2022년 1월 ~ : 사랑의달팽이 홍보대사

## 방송
- 2018년 KBS2 《해피투게더 시즌3》 544회 : '흥행 돌풍 대세녀!' 특집
- 2018년 KBS2 《1 대 100》 538회
- 2018년 tvN 《나의 영어사춘기 100시간》 출연진의 영어 선생 (자문)
- 2019년 tvN 《놀라운 토요일 : 도레미 마켓》59회 서울 흑석시장 편
- 2019년 KBS2 《옥탑방의 문제아들》 49회
- 2020년 tvN 《너의목소리가보여》 5회
- 2020년 JTBC 《아는 형님》 233회
- 2020년 MBC 《황금어장 라디오스타》 613회
- 2021년 tvN 《미래수업》 25회
- 2021년 SBS 《대한민국 아이디어리그》 진행
- 2021년 SBS 《미운 우리 새끼》 272회(오민석 편)
- 2022년 tvN 《우리들의 차차차》 고정 멤버
- 2023년 EBS1 《EBS 다큐프라임 - 저출생 보고서 인구에서 인간으로》 - 내레이션
- 2023년 tvN 《현지인 브리핑: 지금 우리 나라는》 고정 멤버
- 2023년 MBC 《황금어장 라디오스타》 755회
- 2023년 KBS2 《과학수사대 스모킹 건》
- 2024년 TV CHOSUN 《아빠하고 나하고》 - 스페셜 출연자 (6회)
- 2024년 tvN 《벌거벗은 세계사》
- 2024년 E채널 《다해준다 인력사무소》 (1회)
- 2024년 MBC 《전지적 참견 시점》 297회
- 2024년 DRAMAcube 《끝내주는 부부》 진행

## 영화
- 2016년 《물숨》 - 영어버전 내레이션

## 가족 관계
- 언니 : 안인모
- 자녀 : 없음